# ساعة حمص الجديدة
برج ساعة حمص الجديدة أو كما تعرف شعبيا «ساعة كرجية» (بالإنجليزية: Homs new clock tower)، هي بناء برجي يحمل في قمته ساعة ميكانيكية كبيرة تتوزع لأربع ساعات مطلة على مختلف الجهات، وأحد معالم حمص الشهيرة ورمز للمدينة أيضاً، يعود تاريخ بِنائها إلى ستينات القرن العشرين و ساحتها من اهم مناطق التظاهر في الثورة السورية.

## الموقع
تتوسط الساعة ساحة (جمال عبد الناصر) وسط حمص، وتتطل بساعاتها الأربع على الشوارع الرئيسية التي تمر خلال الساحة (شارع الدبلان، شارع عبد المنعم رياض، شارع عبد الحميد الدروبي، شارع شكري القوتلي). وبجوارها المقر الرئيسي لشركة سيريتل في حمص ومقهى الروضة الشهير، ومقهى الفرح الأثري.

## التاريخ
يوجد في حمص عدد من أبراج الساعات مثل ساعة الأربعين، الساعة القديمة، وهي أبراج صغيرة وقديمة. وفي تموز/يوليو عام 1951، زارت حمص المغتربة كرجية حداد، وقامت بالتبرع لعدد من المشاريع مثل مشروع الساعة والميتم الأرثوذكسي وجمعية الطالبات القديمات وللمدارس وللهلال الأحمر ولجمعيات عديدة، وبدأ العمل لترخيص بناء برج الساعة.
واختارت الساحة التي ستبنى بها وكانت تعرف آنذاك بساحة شرطة السير ومن قبل ذلك كانت ثكنة فرنسية زمن الاستعمار الفرنسي، وكانت مربطا لخيول الجيش الفرنسي. أما فيما بعد فكانت مكانا للتظاهر من قبل السكان والحركات السياسية في الخمسينيات، ثم مرّ الجيش السوري بعد التحرير من هذه الساحة معلنا انتهاء الاحتلال الفرنسي على سورية، وأصبح اسمها ساحة جمال عبد الناصر منذ أيام الوحدة وحتى يومنا هذا (في الدوائر الرسمية الحكومية)، وتعرف شعبيا باسم ساحة الساعة نسبة لبرج الساعة.

### بناء الساعة وتدشينها
في عام 1951 تبرعت السيدة كرجية بمبلغ 30،000 ليرة سورية لإنشاء برج ساعة في مركز المدينة أمام السرايا، وفي أيلول عام 1957 أي بعد ست سنوات من تاريخ التبرع، وبعد إنشاء البرج الذي أصبح جاهزاً بدون جهاز الساعة عام 1959، أبلغوها أن المبلغ لا يكفي لشراء جهاز الساعة فالقيمة الشرائية للنقود قد انخفضت بعد هذه المدة الطويلة فلم تتردد بإرسال 30،000 ليرة سورية إضافية لاستكمال العمل، وفي صباح يوم الجمعة في 14 آب 1964 وصل موكب السيدة كرجية إلى الموقع حيث كان هناك بالإضافة إلى رئيس البلدية، محافظ حمص وقائد المنطقة الوسطى وقائد الشرطة ورؤساء الطوائف وكبار الموظفين، فعزفت موسيقا كشاف فوج الثانوية الغسانية الأرثوذكسية النشيد الوطني ليكون بذلك الافتتاح الرسمي للساعة.

### في الثمانينات
توقفت الساعة عن العمل لمدة عشر سنوات منذ عام 1978 حتى عام 1988، وكان هذا التوقف بسبب عدم توفر ميكانيكيين وخبراء يقومون على إصلاح الساعة، حتى جاء الساعاتي (عبد الله كيشي) وهو من عائلة اشتُهرت بتصليح الساعات منذ أكثر من قرن، وكذلك هو من قام ببناء الساعة القديمة في حمص، فتولى إصلاح الساعة وصيانتها معتمداً على خبرته وإمكاناته الذاتية وقد أصلح كيشي الساعة مبتكراً آليات وقطعاً لها بجهوده الفردية، فقام باستبدال الإضاءة النيونية بإضاءة داخلية، وإضافة جهاز جرس أوتوماتيكي مبرمج بحيث تدق الساعة كل ربع ونصف ساعة وعلى رأس كل ساعة.

### بعد عام 2000 وحتى اليوم
توقفت الساعة عن العمل بسبب تعرضها للتخريب والسرقة، وفي عام 2015 تبرع (حسان العلوش) بمبلغ 10 ملايين ليرة سورية، لتنطلق عمليات الترميم والصيانة وتشمل الأعمال الإنشائية من ترميم وصيانة ودهان للعودة بالبناء إلى ما كان عليه سابقاً. وقام بإعادة ترميم الساعة ابن مركب الساعة سابقاً (محمد نور عبد الله كيشي)، وقد تم الاستعانة بالشركة السويسرية المصنعة للساعة التي وافقت على تصنيع ساعة جديدة لتركب في مكانها كقطعة أثرية تاريخية حمصية ووصلت تكلفتها إلى 45 ألف دولار أميركي (22.5 مليون ليرة سورية حسب سعر الصرف عام 2015). وكان الافتتاح الرسمي بعد إعادة بناؤها يوم 4 مايو/أيار 2015 بمراسم احتفالية كبيرة وحضور شخصيات رسمية وثقافية ودينية.

## المعمارية والميكانيكية
تمَّ اختيار نموذج الساعة الحالي بعد الاطلاع على عدة نماذج محلية وعالمية، وقد تمَّ إحضار كافة التجهيزات من خارج سورية، ولكن كافة البنّائين هم حمصيّون، وبُنيت الساعة من قبل قسمين من العمال الأول عمال بناء والثاني اختصاصيي ساعات بعد أن درسوا كافة ساعات العالم الشهيرة واستغرق بناؤها حوالي التسعة أشهر.
- برج الساعة فهو أقرب إلى شكل المئذنة ذات الطراز المربع، ولون حجارتها مزيج من الأسود والأبيض، وتأخذ الساعة من الأعلى شكل القبة المربعة ذات الأقواس الأربعة، وكل قوس منها هو عبارة عن باب، وفي منتصف الأقواس توجد أقراص الساعة وعددها أربعة، وكلها تعمل بتوقيت واحد، ويبلغ طول العقرب بحدود 100سم، وهي مضاءة بمصابيح مخفية خلف الأرقام تشعُّ باتجاه الداخل، ويلاحظ أنَّ بناء الساعة من الحجر الكلسي الأبيض والرخام الأسود.[ب]
- أما الساعة فهي ساعة ميكانيكية من النموذج الفرنسي تعمل على التيار الكهربائي، موصولة بمحرك ربط مصنع محلياً قام بابتكاره الساعاتي عبد الله كيشي ووظيفة هذا المحرك ربط الساعة أوتوماتيكياً في حال انقطاع التيار الكهربائي، وفي الساعة جرس مكون من ثلاثة نواقيس تعمل بواسطة مطرقة موصولة بمحرك كهربائي يعزف أنغاماً موسيقية تُسمع إلى مسافة ستة كيلومترات تقريباً، وللساعة رقاص «ميقاتية» من الخشب مثبت في نهايته قرص معدني.[11]

## في الثقافة الشعبية

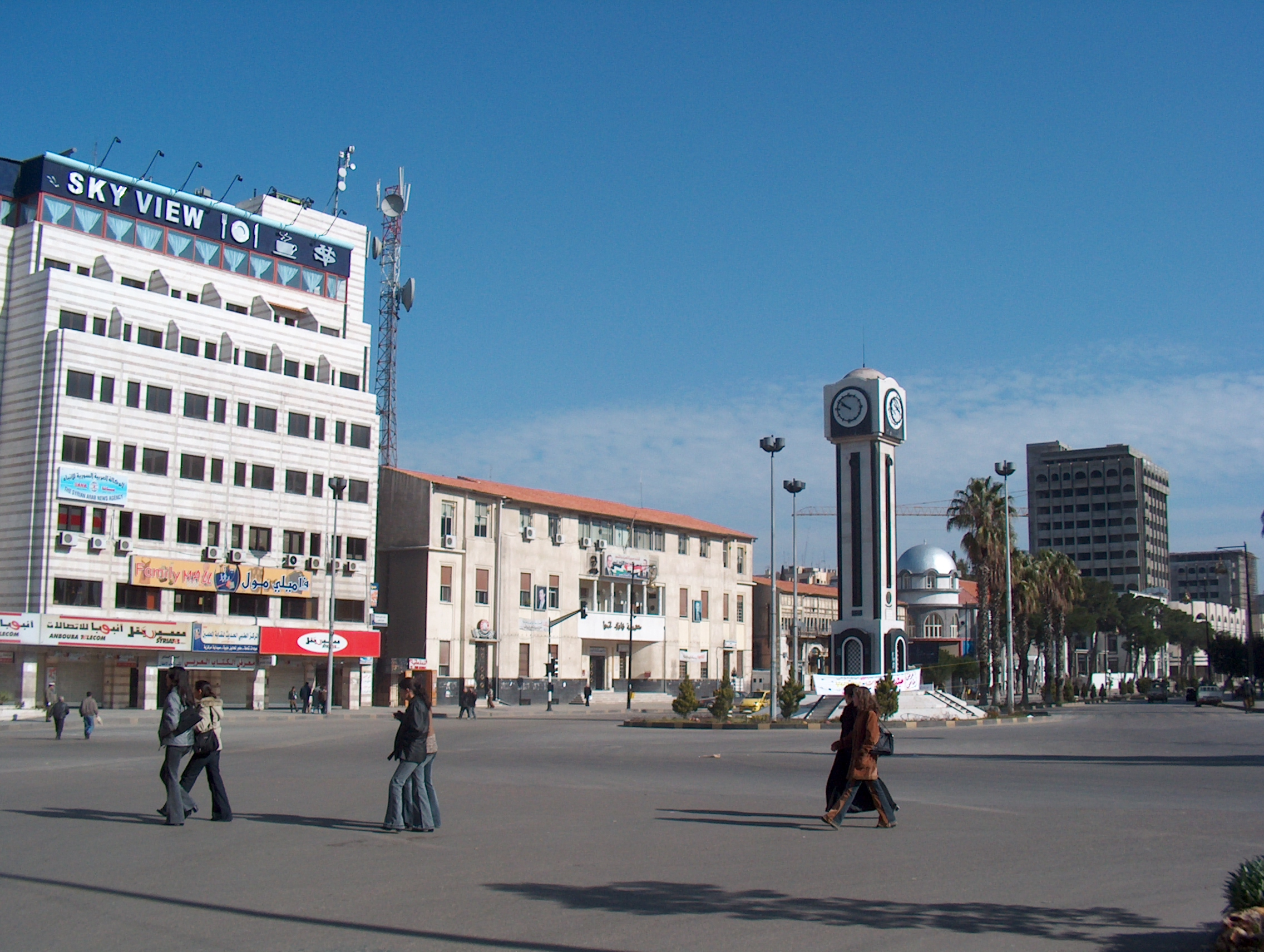
ساعة حمص الجديدة

تشكل الساعة في الثقافة الحمصية خصوصاً والسورية عموماً، رمزاً لمدينة حمص، ويستخدم رمز ورسم برج الساعة كثيراً في الأعمال الدعائية والمؤتمرات والأخبار كرمز للمدينة، وقام الكثير من اللاجئين والمغتربين بتسمية محلاتهم التجارية باسمها أو وضع صورتها. ولشهرتها فإن الساحة الموجودة فيها تسمى باسمها (ساحة الساعة الجديدة) بالرغم من أن اسمها الرسمي (ساحة جمال عبد الناصر). كما شهدت الساحة مختلف المظاهرات (المعارضة والموالية) عند بدايات الحرب في سوريا (2011)، واحتفالات شعبية بعد عودة المدينة لسيطرة الحكومة السورية.

## معرض صور

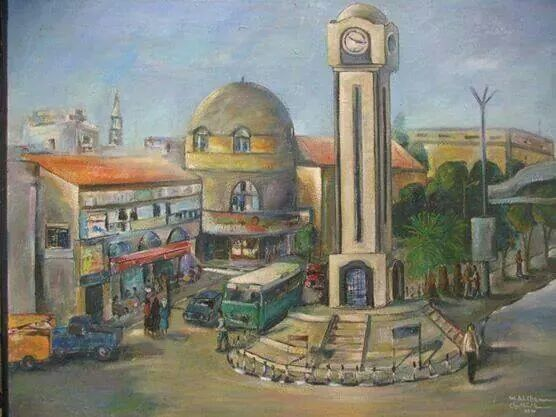
لوحة فنية تظهر برج الساعة ومسرح ودار أوبرا الزهراء